# 短髮 (AOA迷你專輯)
「短髮」是韓國的女子樂團和舞蹈團體AOA的第1張迷你專輯。於2014年6月19日發行。唱片公司為FNC Entertainment。

## 概要
- 「短髮」是AOA的第1張迷你專輯。
- 《短髮》為此單曲專輯的主打曲目，並再次與勇敢兄弟合作。
- 與前作《RED MOTION》及《迷你裙》一樣，此單曲只有舞蹈團體成員參與演唱，有慶並沒有參與。

## 收錄內容
1. Fantasy
2. 短髮（단발머리）
1st迷你專輯「短髮」主打曲目
3. Joa Yo!
4. 我的另一半（내 반쪽）
5. 話都不通了（말이 안 통해）
6. Joa Yo!(Inst.)
7. 短髮（Inst.）